# Nélida Chela Fontora
Nélida Chela Fontora es una militante social uruguaya nacida en Tranqueras, Rivera. Su padre era cortador de caña de azúcar y su madre lavandera, comenzó a trabajar de niña para ayudar en su casa. A los 13 años se unió al Partido Socialista de Pueblo Constitución, en la ciudad de Salto, donde inició su activismo político. Fue presa política durante la dictadura cívico-militar en Uruguay, y al salir en libertad se transformó en una referente por los derechos humanos.

## Biografía
A los 14 años participó, junto a su padre, de su primera marcha cañera hasta Montevideo.
Con su entonces compañero se trasladó a Bella Unión, donde comenzó a trabajar en los ingenios azucareros, convirtiéndose en una de las primeras referentes sindicales. Militó junto a Raúl Sendic, organizando a los cañeros de Bella Unión en el sindicato UTAA. Al mismo tiempo, se fue acercando a la militancia en el MLN-Tupamaros. 
Llegó a Montevideo en la clandestinidad, el 9 de mayo de 1970, las Fuerzas Conjuntas allanaron su casa y fue llevada detenida. En julio de 1971 escapa junto a otras presas de la cárcel de Cabildo en lo que se llamó Operación Estrella. 
Luego de la fuga se le asignó ir a Paso de los Toros, se traslada a Durazno, donde es detenida y torturada; allí pierde el embarazo de tres meses de gestación. Nuevamente pasa por 5 cuarteles de detención hasta que queda detenida en Punta de Rieles, donde estuvo 8 años, hasta el 10 de marzo de 1985.
Al salir de la cárcel se reencontró con su pareja, a quien había conocido luego de la huida de Cabildo, y con su hija que había dejado a cuidado de una familia antes de su primera detención. En libertad comenzó a trabajar en el Servicio Económico y Social de Conventuales y no continuó con la militancia partidaria.

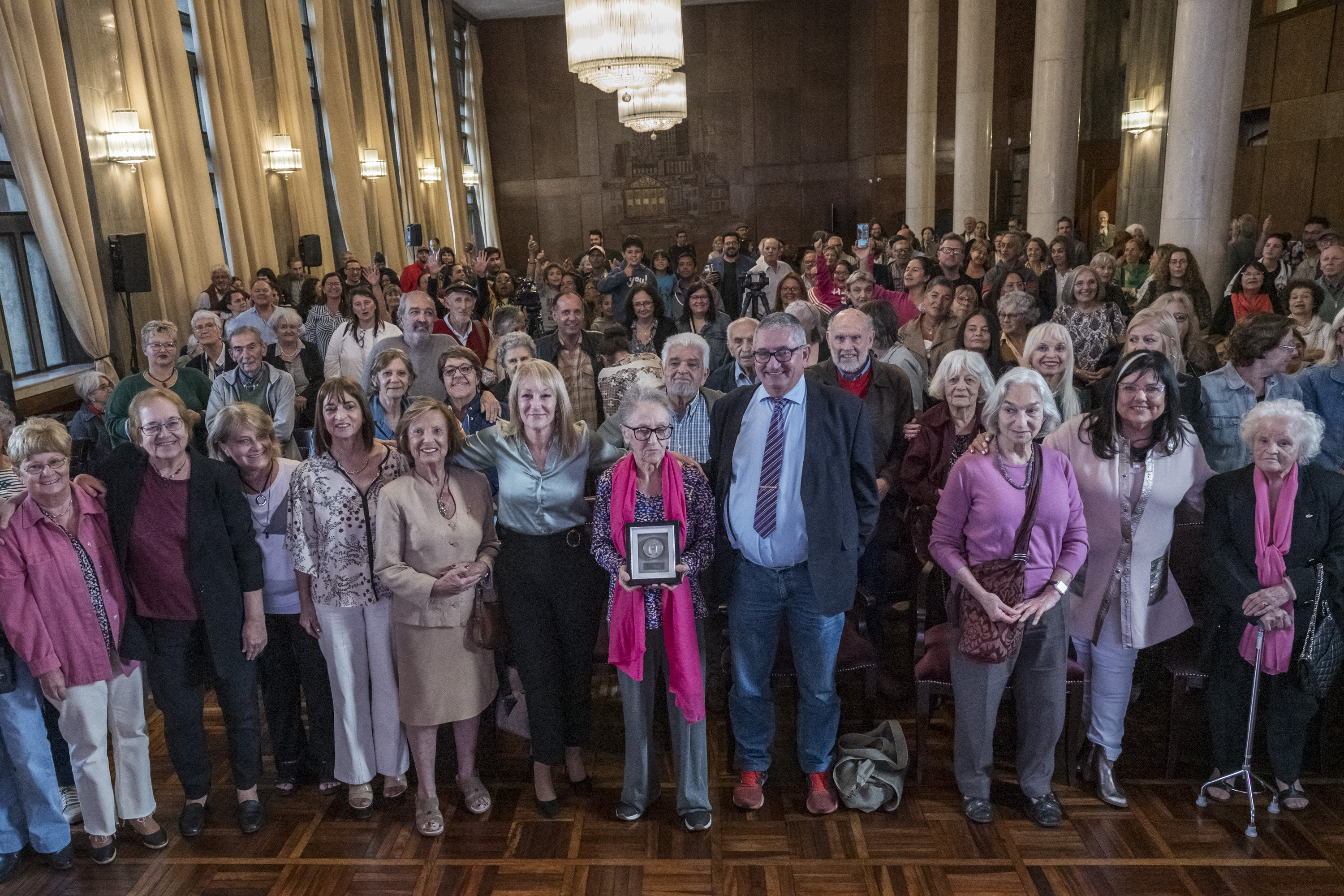
Declaración de Ciudadana Ilustre de Montevideo a Chela Fontora - 7/12/2023

Es autora de dos libros: Más allá de la ignorancia, en 1989, editado por El Fogón, y La llama no se apaga, editado en 2018 por la Editorial Primero de Mayo del Pit-Cnt y en 2021 por Ediciones Del Berretín.
El 7 de diciembre de 2023 la Intendencia de Montevideo declaró como Ciudadana Ilustre a Nélida “Chela” Fontora en homenaje a su larga trayectoria de lucha y solidaridad.
Actualmente milita en Crysol -Asociación de Expres@s Polític@s de Uruguay- , desde donde trabaja para reivindicar la memoria y por la creación del Memorial para Expresas Políticas.